# Paulinenaue
Paulinenaue là một đô thị thuộc huyện Havelland, bang Brandenburg, Đức.